# Voo Biman Bangladesh Airlines 147
O Voo Biman Bangladesh Airlines 147 era um voo regular do Aeroporto Internacional Shahjalal, Bangladexe, para o Aeroporto Internacional de Dubai, Emirados Árabes Unidos, via Chatigão. Em 24 de fevereiro de 2019, a aeronave que operava o voo, um Boeing 737-800 da Biman Bangladesh Airlines, foi sequestrada a 252 quilômetros sudeste de Daca pelo terrorista Polash Ahmed. A tripulação realizou um pouso de emergência no Aeroporto Internacional Shah Amanat em Chatigão, onde Ahmed foi morto a tiros pelas forças especiais de Bangladexe. Um comissário foi baleado durante o sequestro, mas não houve outras vítimas relatadas entre os 134 passageiros e 14 tripulantes a bordo.

## Aeronave
O Boeing 737-8E9 prefixo S2-AHV realizou o primeiro voo em 11 de dezembro de 2015. A aeronave foi a segunda do tipo entregue pela Boeing à Biman Bangladesh Airlines no final de 2015. Na época do sequestro, a aeronave tinha três anos e três meses de uso.

## Eventos

### Antecedentes
De acordo com a FlightAware, o S2-AHV estava voando em seu terceiro voo do dia como o Voo 147. Anteriormente, ela havia feito uma viagem de ida e volta entre o Aeroporto Internacional Shahjalal e o Aeroporto Internacional Shah Amanat, e um voo especial que transportava a Primeira-Ministra de Bangladexe, Sheikh Hasina, para Chatigão, naquele dia. A aeronave passou por manutenção e o voo e a tripulação de cabine foram trocados e pouco menos de duas horas depois, às 17h13, a aeronave decolou para Dubai.

### Sequestro
A tripulação de cabine notou o perpetrador agindo estranhamente durante a maior parte do voo. Ele supostamente estava armado com uma pistola de brinquedo. O avião desviou e fez um pouso de emergência. Os passageiros foram evacuados. O suposto sequestrador foi identificado como um homem de 20 e poucos anos que exigiu falar com sua esposa e com a primeira-ministra Sheikh Hasina.

### Assalto
O 737 foi invadido por forças especiais de Bangladexe que exigiram que o sequestrador largasse a arma. Quando o sequestrador não obedeceu, foi morto a tiros. Não se sabe quantos tiros foram disparados.

## Sequestrador
O Batalhão de Ação Rápida identificou o sequestrador como Polash Ahmed de Narayanganj, depois que suas impressões digitais foram comparadas às de uma pessoa no banco de dados criminal. Ele já havia sido acusado em um caso de sequestro aberto em 22 de fevereiro de 2012. Ele usou Mahibi Jahan como seu nome de perfil no Facebook.
Ele era o ex-marido da atriz vencedora do National Film Award, Shimla. O casal se divorciou em novembro de 2018. Ele tinha um filho de dois anos de um casamento anterior.